# Cesare Dujany
Cesare Dujany (francisé en César Dujany, en raison du bilinguisme officiel en vigueur en Vallée d'Aoste) (né le 20 février 1920 à Saint-Vincent et mort à Châtillon le 31 mars 2019) est un homme politique italien. 
Militant du mouvement autonomiste Union Valdôtaine, plusieurs fois député et sénateur de la Vallée d'Aoste, il a aussi été le huitième président de la Région de 1970 à 1974.

## Biographie
Un moment à la tête de la Région de l'Italie nord-occidentale, Cesare Dujany a été élu député en 1979, puis sénateur en 1987.
En 1985, il est le principal promoteur, avec Franco Bassanini, de la loi-cadre qui verra le jour quatre ans après, relative à la réglementation des métiers de guide de haute montagne et d'accompagnateur de moyenne montagne.
Entre 1989 et 1992, il participe à l'expérience de Federalismo, la liste initiée par UV et le Parti sarde d'action qui réunira différents mouvements fédéralistes, régionalistes et autonomistes de toute l'Italie.
Au dixième et au onzième scrutins de l'élection présidentielle italienne de 1992 qui, à la seizième tentative portera Oscar Luigi Scalfaro au Quirinal, il obtiendra douze voix.

## Curiosité
Sa passion pour la musique l'a amené à être cofondateur du Corps philharmonique de Châtillon et président de la Fédération des harmonies valdôtaines (Fédération des corps philharmoniques valdôtains).